# Athyrium alpestre
Athyrium alpestre är en majbräkenväxtart som först beskrevs av Hoppe, och fick sitt nu gällande namn av Clairv. Athyrium alpestre ingår i släktet Athyrium och familjen Athyriaceae. Inga underarter finns listade.

## Bildgalleri

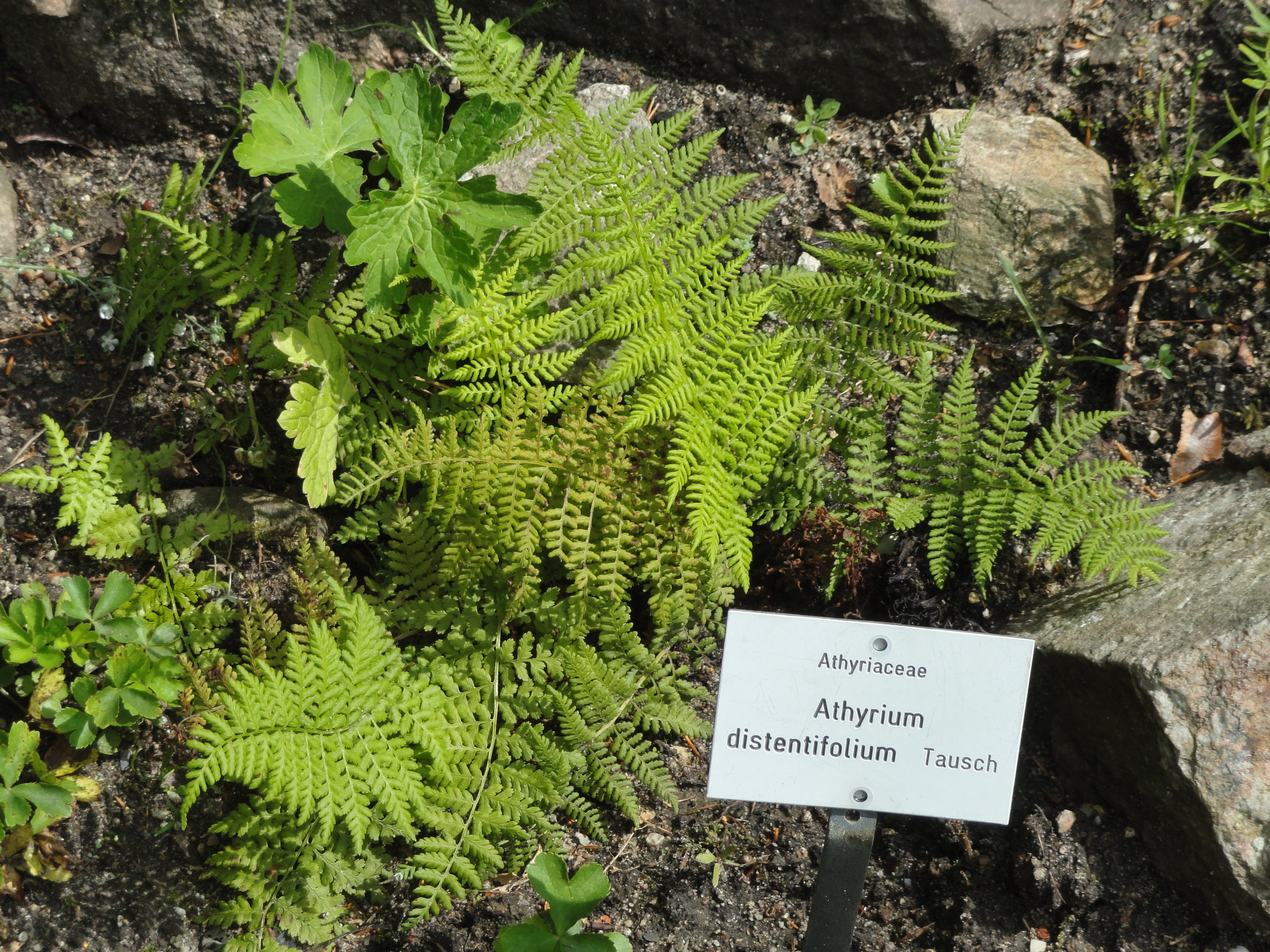